# C'mon Everybody
"C'mon Everybody" é uma música de Eddie Cochran e Jerry Capehart lançada em 1958, originalmente realizada como uma B-side

## Segundo Plano
Quando Cochran gravou os vocais da música, ele também criou uma versão alternativa intitulada "Let's Get Together". A única diferença entre as duas versões é a mudança da frase "Vamos ficar juntos" em vez de "Vamos todos". Esta versão alternativa apareceu em uma compilação em meados da década de 1970.
A música foi usada pela empresa Levi Strauss & Co. para promover o modelo cowboy 501 em 1988, razão pela qual a música foi relançada como uma série naquele ano.

## Participações
- Eddie Cochran – vocal, guitarra, e bateria
- Connie 'Guybo' Smith – Contra-baixo elétrico
- Conde Palmer – bateria
- Ray Johnson – piano
- Jerry Capehart – pandeiro

## Classificação da Performace
| Classificação (1958/1959) | Posição |
| ------------------------- | ------- |
| Canadian Singles Chart    | 36      |
| Flanders Singles Chart    | 20      |
| UK Singles Chart          | 6       |
| US Billboard Hot 100      | 35      |

| Classificação (1988 | Posição |
| ------------------- | ------- |
| Irish Singles Chart | 7       |
| UK Singles Chart    | 14      |

## Versões
O Led Zeppelin interpretou a música do show realizado no Royal Albert Hall de Londres em 7 de janeiro de 1970, a gravação foi incluída no filme Led Zeppelin DVD de 2003. Em 1971, a banda de heavy metal britânica UFO incluiu uma versão de " C'mon Everybody" em seu álbum de estreia, UFO 1. O tema foi lançado também como sencillo, chegando ao número 1 das listas de sucessos no Japão.
O grupo punk Sex Pistols publicou uma versão do tema em seu álbum de 1979 The Great Rock 'n' Roll Swindle com Sid Vicious como vocalista. O tema foi lançado como lançado em 22 de julho de 1979. No mesmo álbum incluía uma versão do tema "Something Else" também composta por Eddie Cochran.